# 13 (album de Blur)
Pour les articles homonymes, voir 13 (homonymie).
Albums de Blur
Blur
(1997) Think Tank
(2003)
13 est le sixième album du groupe rock britannique Blur. Sorti le 15 mars 1999, il est en grande partie le résultat d'improvisations du groupe, reprises ensuite par un travail d'élagage et de mise en forme du producteur William Orbit. Blur y délaisse totalement son style brit-pop, virage amorcé par l'album Blur en 1997, pour acquérir un son résolument lo-fi et expérimental,.
Damon Albarn a pu dire à la sortie de l'album que 13 se rapprochait de leur premier opus, Leisure (1991), pour la raison que les deux étaient écrits à la première personne, alors que les autres albums étaient narrés à la troisième personne. En effet, après avoir, sur la trilogie Modern Life Is Rubbish - Parklife - The Great Escape, développé une écriture héritée de Ray Davies des Kinks, mettant en scène nombre de personnages caricaturaux du quotidien britannique, Damon Albarn retourne avec 13 à une écriture plus personnelle, probablement sous le coup de sa rupture avec sa compagne Justine Frischmann, leader du groupe Elastica, après une relation de plusieurs années,.

## Liste des titres
| No  | Titre                   | Durée |
| --- | ----------------------- | ----- |
| 1.  | Tender                  |       |
| 2.  | Bugman                  |       |
| 3.  | Coffee & TV             |       |
| 4.  | Swamp Song              |       |
| 5.  | 1992                    |       |
| 6.  | B.L.U.R.E.M.I.          |       |
| 7.  | Battle                  |       |
| 8.  | Mellow Song             |       |
| 9.  | Trailerpark             |       |
| 10. | Caramel (en)            |       |
| 11. | Trimm Trabb             |       |
| 12. | No Distance Left to Run |       |
| 13. | Optigan 1               |       |

## Le titre
Le titre de l'album est le nom du studio de Damon Albarn à Londres, où les sessions ont eu lieu (pour la première fois pour Blur sans la production de Stephen Street). Il peut aussi se référer au nombre de pistes sur le disque, ou plus subjectivement symboliser la malchance et les tourments qui accablaient Albarn à l'époque.

## La pochette
La pochette de l'album est le détail d'un tableau du guitariste Graham Coxon intitulé The Apprentice. Pour l'anecdote, le tableau réel est plus long mais pas tellement plus grand que sa reproduction sur pochette. Les graphismes des trois singles sont également l'œuvre de Graham Coxon.

## Détail des pistes
L'album s'ouvre par Tender, premier single sorti le 22 février en annonce de l'album. Cette chanson se rapproche du style de l'album Leisure, et est enregistrée avec le renfort des chœurs du London Community Gospel Choir.
Suit Bugman qui est une chanson plus violente, et qui se rapproche de Song 2 sur leur précédent album, et de certaines chansons de David Bowie comme Suffragette City, où Graham Coxon développe un son très saturé.[réf. nécessaire]
Coffee & TV, deuxième single publié le 28 juin 1999, est chanté par Graham Coxon, qui a écrit les paroles, tandis que Damon Albarn signe la musique. Cette chanson se rapproche du folk rock des années 1970 . La critique du NME qualifie la chanson de "confortable" mais plus "authentique" que les "expérimentations dispendieuses avec ces chœurs gospels ou ces nouvelles technologies" qu'on trouve sur "l'oubliable 13". Beaucoup pensent que les paroles se réfèrent à l'alcoolisme de Coxon. Le clip vidéo, narrant les aventures d'une petite brique de lait à travers une ville, a été plusieurs fois primé.
Un interlude d'orgue précède Swamp Song, une chanson au son plus saturé. Selon la critique sur allmusic.com, Swamp Song et Bugman, chansons dans la continuité du son glam punk des débuts de Blur, paraissent déplacées sur cet album expérimental et chaotique.
1992 est une vieille chanson que Blur a « redécouvert », bien qu'il ne soit pas certain qu'elle ait été écrite en 1992[réf. nécessaire]. Dans un rythme hypnotique et cyclique, de répétitifs accords de guitare installent un climat lugubre, sur lequel viennent se développer des solos bruitistes, dont un mélodica saturé. Le morceau s'achéve en laissant la basse seule, tandis que le bruit des guitares semble faire éclater le tonnerre. Les chansons suivantes donnent aussi dans ce type d'illustration émotionnelle.
B.L.U.R.E.M.I. est une redite presque parodique de leur tube Song 2 de 1997 (« Group using a loop / Of another pop group »). La voix est trafiquée sur le refrain, ce qui sera exploité à nouveau dans la chanson Crazy Beat sur l'album Think Tank.
Un interlude de mélodica suivant B.L.U.R.E.M.I. confirme l'adoption de cet instrument par Damon Albarn.
Après un autre petit interlude d'orgue, les rythmes synthétiques de Battle s'annoncent ensuite à l'horizon. Versant dans le trip-hop, le morceau mêle une ossature techno et une basse prédominante avec les jeux bruitistes de Graham Coxon. Il reste comme l'un des meilleurs morceaux parmi les expérimentations de 13.
Un interlude est inclus après Battle, démarrant sur un rythme d'orgue, pour ensuite accueillir basse, guitare et batterie. 
Mellow Song est la seule chanson qu'on puisse qualifier d'acoustique sur l'album. Après une petite ritournelle à la guitare sèche chantée par Damon Albarn, on tombe subitement dans l'étoffement du jeu en groupe, avec une fois de plus une esthétique très lo-fi. Le son est peu défini. Le mélodica refait son apparition ainsi qu'un solo de guitare saturée.
Trailerpark est le morceau sur lequel la production de William Orbit se fait le plus sentir. On entend très précisément les collages qui ont été faits pour condenser des bœufs interminables en un morceau de 4 minutes. La cascade de guitare atonale de Coxon, l'utilisation de loops et l'improvisation des paroles (Damon Albarn répétant « Freestyle 45 ») font également de ce titre un morceau hybride et étrange.
Caramel est un des morceaux les plus controversés de Blur. Long de 7 minutes, il explore inlassablement une boucle en Am//G/F. Des couches et des couches d'instruments se superposent, s'effacent, se révèlent. On passe brièvement par des climats trip-hop, bruitistes, et après un bref décrochage le morceau s'achève dans un capharnaüm. « I've got to find genius » chante Damon Albarn sur ce titre, et les avis sont partagés sur ce morceau : les fans ont tendance à le considérer comme l'un de leurs meilleurs titres tous albums confondus, mais beaucoup d'auditeurs ne l'aiment pas.
Deux interludes suivent ensuite Caramel. Le premier présente une musique de jazz. Le deuxième est plus tourné vers le hard-rock.
Trimm Trabb amorce la fin de l'album et est considérée comme l'une des meilleures pistes de l'album, présente par exemple dans la liste des 10 meilleures chansons du groupe établie par Stereogum en 2012.  
No Distance Left To Run est l'une des « vraies » chansons écrites pour 13, et a fait l'objet d'une sortie en single le 15 novembre 1999. La guitare de Graham Coxon, désaccordée, développe un riff étrange autour duquel s'articule une délicate ballade aux accents soul. Des chœurs sur le pont rappellent la touche gospel de l'introduction de l'album. La critique de bbc.co lie cette chanson à Caramel et 1992 pour en faire les symboles d'un groupe "en désamour avec la pop music".
Optigan 1 est une conclusion instrumentale. Son nom fait référence à Optigan, clavier électronique vintage utilisé ici pour sa couleur désuète (un peu à la manière d'un Mellotron). Autour d'un motif répétitif d'orgue cadencé par une cloche tibétaine, un piano égrène de lointains arpèges, la batterie semble tapée sur un tiroir ou une valise, et la friture lie le tout en un étrange amalgame.[réf. nécessaire]

## Charts
L'album sera bien accueilli par la presse britannique, qui le qualifie d'album « le plus personnel » que le groupe ait enregistré. 13 sera premier des charts britanniques, grecs et norvégiens. En revanche, l'impact outre-Atlantique fut mitigé avec une pénible 80e place aux États-Unis. En France, il entrera à la 12e place des charts, pour en sortir en 4 semaines. Les ventes sur le monde sont estimées à 1,5 million d'unités, dont 300 000 au Royaume-Uni, 133 000 aux États-Unis, et 40 000 en France. Les singles pointèrent respectivement 2e, 11e et 14e place dans les charts britanniques.

## Remixes
Le côté improvisé des morceaux de 13, ainsi que leur approche légèrement électronique (avec la production de William Orbit) a donné lieu à de multiples remixes de morceaux de l'album, notamment par Cornelius (Tender), UNKLE (Battle), les Pafnouties (Trimm Trabb) ou Control Freaks (Bugman). Il est aussi à noter que le morceau Bugman a été remixé par chacun des quatre membres du groupe, sous quatre noms différents: X-Offender (remix par Damon Albarn et Control Freaks), Metal Hip-Slop (remix par Graham Coxon), Trade Stylee (remix par Alex James) et Coyote (remix par Dave Rowntree).